# 제14회 서울 국제 만화 애니메이션 페스티벌
제14회 서울 국제 만화 애니메이션 페스티벌은 2010년 7월 21일에 열린 시상식이다.

## 수상 및 후보

### 장편 - 그랑프리
- 로망은 없다 - 박재옥 외 2명 수상

### 일반단편 - 그랑프리
- 고용 - 산티아고 그라소 수상

### 학생단편 - 그랑프리
- 숲 - 다비드 샤르프 수상

### TV & 커미션드 - 심사위원 특별상
- 허풍선이 쥐 - 안드레아 키스 수상
- 깊은 잠 - 티보 바노키 외 1명 수상

### 경쟁단편부문
- 다락방은 살아있다 - 이지 바르타
- 홋타라케 섬 : 하루카와 마법의 거울 - 사토 신스케
- 토벤의 모험 - 안데르스 모르겐탈레
- 피안 - 마이크 창

### 경쟁단편 - 학생부문
- 사우나 탱고 - 베라 랄리코
- 12년 동안 - 다니엘 노케
- 8월에 - 안드레스 바리엔 토스 외 1명
- 가난뱅이들의 커피 - 듀산 카스테릭스
- 구경거리 - 세바스티앙 볼프 외 1명
- 남겨둔 것, 가져온 것 - 루 쿠와하타 외 1명
- 내 삶은 당신 손에.. - 누누 베아투
- 다트 - 조성빈 외 1명
- 도마뱀 - 존 스키빈스키
- 돌연변이 계절 - 지미 오드완 외 1명
- 투 스왈로우 어 토드 - 유르기스 크라손스
- 라인 - 안드레이 코울레프
- 런어웨이 - 코델 바커
- 로고라마 - 프랑소와 알로 외 2명
- 리틀 쿠엔틴 - 알베르트 호프트 외 1명
- 마가리타 - 알렉스 세르반테스
- 마다가스카, 여행 일기 - 바스티앙 두보아
- 머리에서 발끝까지 - 예카테리나 샤바노바
- 마스터 피스 - 최원재
- 무조라마 - 엘자 브레인 외 5명
- 문명 - 클로드 듀티
- 미인 - 마오 치차오
- 바르코 - 앨리슨 크레이그
- 바비올스 - 매트레이 오브레이
- 더 로스트 씽 - 앤드류 루히만 외 1명
- 브누아 수사님 - 미셸 뒤포르
- 비디오 게임: 루프 실험 - 도나토 산소네
- 비만 블루스 - 장-마크 뒤페렉
- 생명의 기원 - 플로리스 카이크
- 소매치기 - 데이빗 반더보르트
- 스트레칭 - 프랑소와 보겔
- 아이돌 몬스터 - 장 클로드 로젝
- Ormie - 롭 실베스트리
- 욕망의 분화 - 마야 게리히
- 이별의 멜로디 - 페드로 모라
- 무서운 치료 - 수렌 페레라
- 장난감 천사 - 잘리나 비데예바
- 정가 2,70 포린트 - 롤란드 발라이 토트
- 조셉의 달팽이 - 소피 로제
- 중심 - 안드레 베르그
- 쥬뗌므 - 오시이 마모루
- 추상적인 하루 - 우르트 반 퀴에일렌보르흐
- 터치 - 페렝 카코
- 혼자서도 잘해요 - 쉬라 아브니
- 화두: 건너편 - 졸탄 질라기 바르가

### 경쟁 시카프 쇼케이스 부문
- 더 테러블 씽 오브 알파-9! - 제이크 암스트롱
- 오직 인간 - 벤자민 스위친스키
- 가장 강한 속음은, 가장 강한 믿음이다 - 강상모
- 감자 - 요안 스테르
- 감정 교육 - 폴 부르주아
- 겨울 연가 - 이브 구잘
- 기묘하게 - 씬 스튜디오
- 기차, 나무 그리고 공포 - 리아 베르텔스
- 꿀벌의 길 - 모르간느 바더
- 나가!! - 샤를로트 부와종
- 나무꾼 - 로라
- 날고 싶은 돌 - 안네 발터
- 눈물이 필요해 - 크리스티나 듀프코바
- 도마뱀 행성 - 토모요시 조코
- 라이트메어 - 마티유 아세맛 외 3명
- Lebensader - 안길라 스테픈
- 레피투 - 야나 리하트마이어
- 맛있는 친구 - 피에르 아드리엔
- 베니니 - 야스미니 오텔린 외 2명
- 봄이 오다 - 김한나 외 1명
- 뷰 - 이나윤
- 빛의 향연 - 사라 위킨스
- 사라와 하야 - 아디 타르고닉
- 샘의 핫도그 - 데이빗 로페즈 레타메로
- 세레나데 - 이한빛
- 수렁 - 장 베나미아 외 7명
- 수학 - 지오반니 무나리 외 1명
- 스몰릭 - 크리스티아노 모라토
- 스위밍 풀 - 알렉산드라 헤트메로바
- 씨칼 - 김태윤
- 아빠랑 나, 그리고 물고기 - 심영교
- 아웃사이더 - 잔푸린
- 오이디푸스 - 르노드 마델린느 외 3명
- 우르스 - 모리츠 마예르호퍼
- 이-돌 - 안느 에스타디유
- 재를 사는 남자 모키치 - 미야케 유지
- 절연주의사항 - 김성대 외 1명
- 굿맨 - 김동희
- 최고의 식사 - 김은혜
- 치과 모험 - 톰 비귀에르
- 커뮤니케이트 - 오수형
- 탕 - 리한웅
- 파괴되는 지구 - 셀리나 쿠리하라 외 1명
- 푸른 버드나무 - 조렌
- 피부색 - 아다치 마사코
- 화장 놀이 - 마리우스 휘프너
- Grise Mine - 레미 반데니트
- 흐린 날 - 벤자민 투소와 외 3명

### 경쟁인터넷애니메이션부문
- 정크빌 스토리 - 다찌마 왕국 편 - 이도식
- 듀크 오브 브록스토니아 - 수렌 페레라
- 루돌프 - 루디 메르텐
- 루디의 어록 : 사랑 - 네델리코 드라직
- 루디의 어록 : 영광 - 네델리코 드라직
- 마다가스카의 펭귄들: 블로우홀 박사의 복수 - 브렛 할랜드
- 마틴과 저주받은 공주 - 마리아 호바스
- 사령관 클락 - 노먼 르블랑
- 생쥐의 여행: 노예 탈출 - 라조스 나기 외 1명
- 마이티 B: 긴장하는병 - 에이미 포엘러
- 서드 앤 버드: 자메이카 - 제니퍼 옥슬리
- 어리석은 라군 - 올리비에 쟝 마리
- 오기와 바퀴벌레 - 올리비에 쟝 마리
- 작은 태양 - 리웨이 츄
- 정글 대제 레오 - 타니구치 고로
- 카츠 펀: 봄의 시작 - 빅 왕
- 탄토 탄토 - 소냐 로레더
- 팬보이와 첨첨: 토탈 리콜 - 에릭 로블레스 외 2명
- 하이브리드 유니온 - 세르게이 쿠슈네로프

### 시카프의 시선
- 방대한 생각 - 플러레선트 힐
- ITFS 주프락시스코프 - 요하네스 쉬슬
- KT 올레 금도끼 은도끼편 - 정광근
- KT 올레 캠프편 - 정광근
- 고릴라즈 '스타일로' - 제이미 휴렛 외 1명
- 공항 터널 - 빅토르 우구
- 기다림 설레임 - 정지숙
- 두려운 공포증 - 미쉬 로자노브
- 리틀 프로그: 기차 노래 - 한승무
- 무라카미 - 다실 만리케 데 라라 밀라레스
- 베스텔 ‘게임’ - 알렉산더 키슬 외 1명
- 분필로 그린 별 - 토머스 힉스
- 붉은 꽃잎은 떨어지고 - 모니카 D. 레이
- 서든어택: 라스트 블랫 - 이재진
- 스니커즈 '럭비' - 알렉산더 키슬 외 1명
- 스니커즈 '술래잡기' - 알렉산더 키슬 외 1명
- 알파 로메오 미토 '우주 침략자' - 알렉산더 키슬 외 1명
- 원 에스키모 '선택받은 자' - 샘 쿤달
- 원 에스키모 초콜렛 - 샘 쿤달
- 작은 에덴 - 니노 크리슈텐
- 전기 자동차 - 루 쿠와하타 외 1명
- 추억이라 부르는 이름의 노래 - 최진성
- 프리스키 '모험의 나라' - 샤이 더 선
- 플렉소 - 얀 안타마텐
- 하모닉스 '비틀즈 락밴드' - 피트 캔디랜드
- 회한의 길 - 존 버스비

### 시카프 패밀리
- 골치아픈 윈도우 - 폴 틸러리 4세
- 구름조금 - 피터 손
- 나눔 - 크리스 안카
- 내 영혼을 구해줘 - 크리스 밀크
- 너무 어려운 퍼즐 - 에릭 앤더슨
- 늑대인간 영화 - 노엘 벨크냅
- Unbelievable 4 - 신석원 외 2인
- 도시바 시간 조각 - 미치 스트래턴
- 동물원 - 니콜 밋첼
- 라이브 뮤직 - 수잔 퍼셀 외 4명
- 레드 - 송현주
- 물거인의 하루 - 이성강
- 바클레이카드 '워터슬라이드' - 피터 트웨이트스
- 밤의 퍼레이드 - 사브리나 코투그노
- 부인과 램프 - 존 라세터
- 북극 어딘가에서… - 앤드류 스탠튼
- 사비의 꽃 - 김문생
- 산소 결핍 - 딜런 포먼
- 성가신 봇 - 제니퍼 할로우
- 쉬운 일 - 엘리자 이바노바
- 씨드라이트 - 한윤영
- 씨앗 - 코사이 세키네
- 아니마 - 니콜라스 모리스 외 3명
- 아빠와 함께 - 크리스 샌더스
- 악몽 - 존 라세터
- Alma - 로드리고 블라스
- 양말이야기 - 카를로 호겔
- 에비앙 '롤러 베이비' - 미카엘 그레이시
- 옆집 - 피트 닥터
- 우는 아기 - 토니 밴크로프트
- 윌킨슨 엄마는 내 꺼 - 아카마
- 이 순간 - 넬슨 볼레스
- 재즈의 실루엣 - 도미닉 카이져
- 증오는 가장 강한 말 - J.J. Villard
- 집 - 킴 슬레이트
- 측량가능한 도시 - 쉘던 브라운
- 친구? - 스베인비외르든 J. 트리그바슨
- 슈트트가르트국제실험영화제: 컬러플로 - 롤란트 페트리차 외 2명
- 프렌치 로스트 - 파브라이스 주버트
- 프로젝트: 알파 - 니콜라이 슬로투스 외 2명
- 피젼: 임파서블 - 루카스 마르텔
- 후우파 스튜! - 크레이그 맥크랙큰

### 시카프 초이스
- 7시 - 유 인기
- 가족의 데크 - 무라타 도모야스
- 괴물 형사 앙팡 - 와다 토시카츠
- 그림자 - 왕 롱 외 5명
- 꿈이 앉아있다 - 무라타 도모야스
- 나무위의 닭 - 후앙 지안
- 날고 싶은 닭 - 젱 이강
- 도마뱀 행성 - 토모요시 조코
- 도자기 아기 돼지 - 웨이 웨이 외 1명
- 도쿄 판타지아 - Ｇ9+1
- 메트로폴리스 - 미즈에 미라이
- 모조 스파이의 추적 - 할수 있어 - 푸 보
- 대중탕 - 김택훈
- 무당벌레의 장송곡 - 콘도 아키노
- 인생무림 - 김태권
- 버닝 스테이지 - 양선우
- 핸드 소프 - 오야마 케이
- 비의 아이 - 호소카와 시호
- 소녀와 개 - 퀴안 유핑
- 속주패왕전 - 이혜영
- 수영 - 히라야마 시호
- 숲속에서 - 타케우치 슌타로
- 아지루 세션 - 아오키 타쿠토
- 알 수 없는 돼지 - 와다 아츠시
- 애니멀 댄스 - 오카와라 료
- 오가닉 - 코즈츠미 폰
- 오늘이 - 이성강
- 우리들의 노래 - 리 보
- 자각 - 도쿠이 신야
- 잼 - 미즈에 미라이
- 지성이면 감천 - 자오 종난
- 지켜 보다 - 교자
- 치사토는 그저 바라보고 있었다 - 우에쿠사 와타루
- 캔 - 정민지
- 케이블 카 - 클라루디루스 겐티네타 외 1명
- 코르넬리스 - 나카타 아야카
- 쿵푸 버니 3 - 역습 - 리 지용
- 평화의 안식처 - 장 핑 외 1명
- 훨훨간다 - 나기용

### 시카프 온라인
- 페스트 - 스테판 셰플러
- 간 파이 먹을 사람? - 아멜리 그로 외 1명
- 계속 달리는 잉카씨 - 홍학순
- 나 - 곽영진 외 1명
- 내 친구 고라니 - 장형윤
- 네 잘못이 아니야 - 곽영진 외 1명
- 답게답게 - 곽영진 외 1명
- 띠띠리부 만딩씨 - 홍학순
- 마녀의 단추 - 닐스 스카판스
- 미리암의 색칠놀이 - 마리-리스 바소브스카자 외 1명
- 별나라 삼총사 - 임정규
- 북극의 구멍 - 알렉세이 알렉세예프
- 선생님과 고래 - 야마무라 코지
- 성 패트릭의 무덤 이야기: 너나 잘해 양 - 오엘 카위생
- 아니마토 - 클로드 뤼예
- 아이: 새총 - 콜리야 삭시다
- 알 덴트 - 마엘 프랑수와 외 2명
- 암프레드 - 안느 소피 베흐트랑
- 얼룩소 이야기 - 멜리나 시드니 파두아
- 작은 벽돌로 쌓은 집 - 카토 쿠니오
- 재단사 이야기 - 스펠라 카데즈
- 점과 선 - 예수스 페레즈
- 죽음에 대처하는 법 - 이그나시오 페레라스
- 지로와 미우 - 니토 쥰
- 침묵 - 보리보위 보르도-도브니코빅
- 페리페리아 - 바렐리 마르셀
- 폐휴대폰 수거대작전 - 김홍중
- 피크와 니크 - 마틴 스노페크
- 필름 어바웃 푸 - 에밀리 하월즈 외 1명
- 핸드백 없이는 안돼 - 보리스 코스멜
- 가시밭길을 방황하는 마리아 - 프라우크 스트리니츠
- 가자! 알롱조! - 카미유 물랑 뒤프레
- 나의 옛 동네 - 마일스 쳉
- 울브스 - 라파엘 솜메르할데르
- 말장난 - 조안나 프리스틀리
- 벌레 혐오증 - 홍호철
- 브루스 - 톰 주드
- 빗속의 잠수부 - 올가 패른
- 트레인 오브 소트 - 레오 브리들 외 1명
- 선데이 드라이브 - 호세 미구엘 리베이로
- 시선을 낮춰서 - 마커스 질즈
- 코비:블루 엘리펀트의 전설 - 타위랍 스리우티윙스
- 엘크의 털 - 매그너스 이그란드 묄러 외 1명
- 엽서 속 여행 - 마브 뉴랜드
- 유다와 예수 - 올라프 엔케 외 1명
- 작은 새 - 팔 토트
- 장-프랑소와 - 톰 호고맷 외 1명
- 제로 - 크리스토퍼 케제로스
- 티베리안의 꿈 - 다나 매너 코헨 외 1명

### 월드 포커스
- KJFG 넘버 5 - 데이비드 파노스
- 개똥 - 마일즈 톰슨
- 고래의 꿈 - 정지숙
- 위니 더 푸 & 크리스마스 투 - 제이미 밋첼
- 공무도하가 - 정지숙
- 깐의 꿈 - 정지숙
- 나무물고기 - 정지숙
- 내 안에 비둘기 - 에밀리 허블리
- 농장의 무법자 - 데이빗 필립스
- 다섯번째 계절 - 민성아
- 뒤죽박죽 - 마레이케 그라프
- Lebensader - 안길라 스테픈
- 로이드 여자를 꼬시는 법 - 그레그 에클룬드
- 말 좀 해봐 - 데이빗 오렐리
- 머큐리 버드 - 이나 핀다이젠
- 멍청한 영화 파트 1 - 데이빗 차이
- 멍청한 영화 파트 2 - 데이빗 차이
- 목없는 조 - 크레이그 맥크랙큰 외 1명
- 문어의 사랑 - 줄리앙 바카베일레
- 밥묵자 - 민성아
- 배고픈 사람? - 데이비드 오크스
- Burning Paper - 정소이
- 뿔난 할매 - 데이비드 포스
- 사랑과 절도 - 안드레아스 히카데
- 산타, 파시스트 이어스 - 빌 플림튼
- 새 - 게르하르트 풍크
- 세트 세트 스파이크 - 에밀리 허블리
- Teat Beat Of Sex - 시그네 바우만
- 소년과 야수 - 요하네스 베일란트
- 손거스러미 - 쉐인 액커
- 스노우맨 - 쌔디어스 자월스키
- 시간의 물결 - 예브게니아 고스트레르
- 얼음 위의 펭귄 - 릭 구이난
- 에스키모 아이스크림 - 알렉상드르 루베나
- 옥타브 - 에밀리 허블리
- 우당탕 마을: 케익 - 뱅상 파타르
- 웨스턴 스파게티 - 페스
- 이삿짐 센터 - 폴크 슈스터
- 인어공주 - 고래이야기 - 제이미 밋첼
- 자유 의지 게임 시작 - 에릭 파벨라
- 장장과 못된 고양이 - 월터 산투치
- 체인쏘 메이드 - 나가오 타케나
- 전자목찌를 한 개 - 스티브 베이커
- 절망의 조이 스트리트 - 수잔 피트
- 찌찌때찌 - 아담 안소지
- 처음으로 선 날 - 패트릭 말렉
- 처피 - 존 고라스
- 치과 - 시그네 바우만
- 키 라임 파이 - 트레버 히메누스
- 버스 - 시그네 바우만
- 트란 박사의 조용한 야영시간 - 브리힌 번즈
- 특수요원 오소 - 제이미 밋첼
- 파란 유리 새 - 정지숙
- 포크레인코끼리 - 정지숙
- 피젼: 임파서블 - 루카스 마르텔
- 이상한 남극 - 데이빗 바스
- 행복한 나무 친구들 - 모두 모여라 - 켄 나바로

### 오픈 프레임
- 노인과 바다 - 알렉산드르 페트로브
- 눈먼 정의 - 마르유트 리미넨
- 마음의 교훈 - 마르유트 리미넨
- 마이 러브 - 알렉산더 페트로프
- 소 - 알렉산드르 페트로브
- 오점 - 마르유트 리미넨 외 1명
- 왕후 심청 - 넬슨 신
- 우스운 인간의 꿈 - 알렉산더 페트로프
- 인어 - 알렉산더 페트로프
- 행복한 귀향 - 마르유트 리미넨